# Borzęcino (gmina Biały Bór)
Borzęcino – osada w Polsce położona w województwie zachodniopomorskim, w powiecie szczecineckim, w gminie Biały Bór. Miejscowość wchodzi w skład sołectwa Grabowo.
W latach 1975–1998 wieś należała do woj. koszalińskiego.